# Leptosiaphos vigintiserierum
Leptosiaphos vigintiserierum là một loài thằn lằn trong họ Scincidae. Loài này được Sjöstedt mô tả khoa học đầu tiên năm 1897.